# Étoile du Roy
Die Étoile de Roy, ehemals Grand Turk, ist die Replika einer dreimastigen englischen Fregatte der 6. Klasse aus dem 18. Jahrhundert, besser bekannt als die HMS Indefatigable aus der Fernsehserie Hornblower. Die historische Indefatigable war allerdings ein deutlich größeres Schiff. In derselben Fernsehserie trat die Étoile de Roy als das französische Schiff Papillon auf. Sie wurde in erster Linie für die internationale Film- und Fernsehindustrie gebaut.
Heute wird der Großsegler hauptsächlich für Windjammerparaden, zur Charter durch Unternehmen oder Privatleute sowie für gesellschaftliche Ereignisse im geräumigen Salon oder auf Deck verwendet. Am 28. Juni 2005 vertrat sie die Victory, Nelsons Flaggschiff, bei der International Fleet Review vor Portsmouth (GB) aus Anlass des 200. Jahrestages der Schlacht von Trafalgar.

## Schiffsmaße
Die Étoile de Roy ist 46,3 Meter lang und 10,4 Meter breit. Ihr Großmast ist 35,66 Meter hoch, der Tiefgang beträgt 3,1 Meter. Sie hat zwei Dieselmotoren mit je 450 PS (340 kW) und eine Stammbesatzung von 16 Mann.

## Takelage
Die Étoile de Roy ist als Vollschiff getakelt und trägt zwölf Segel. Der Fockmast und der Großmast tragen jeweils drei Rahsegel. Der Besanmast trägt ein Rahtopsegel und darunter ein Gaffelsegel. Der Bugspriet trägt zwei Klüver. Eine Galionsfigur ziert den Bug.

## Werft und Bau
Die Étoile de Roy wurde 1996 in Marmaris in der Türkei gebaut; die Herstellungskosten lagen bei zwei Millionen britischen Pfund. Es handelt sich um eine authentische Replik auf der Basis historischer Zeichnungen der britischen 24-Kanonen-Fregatte Blandford von 1741. Auf Deck trägt sie gusseiserne Kanonen mit glattem Lauf.
Fregatten waren im 18. Jahrhundert nicht groß genug und nicht ausreichend schwer bewaffnet, um in der Kiellinie zu kämpfen. Ihr Auftrag bestand hauptsächlich darin, als Kundschafter für die Flotte zu fungieren, diese nötigenfalls zu unterstützen oder Botschaften zu überbringen.
Im März 2010 wurde das Schiff von Grand Turk auf Étoile du Roy umgetauft und wird bei dem Vercharterer Étoile Marine Croisières betrieben.

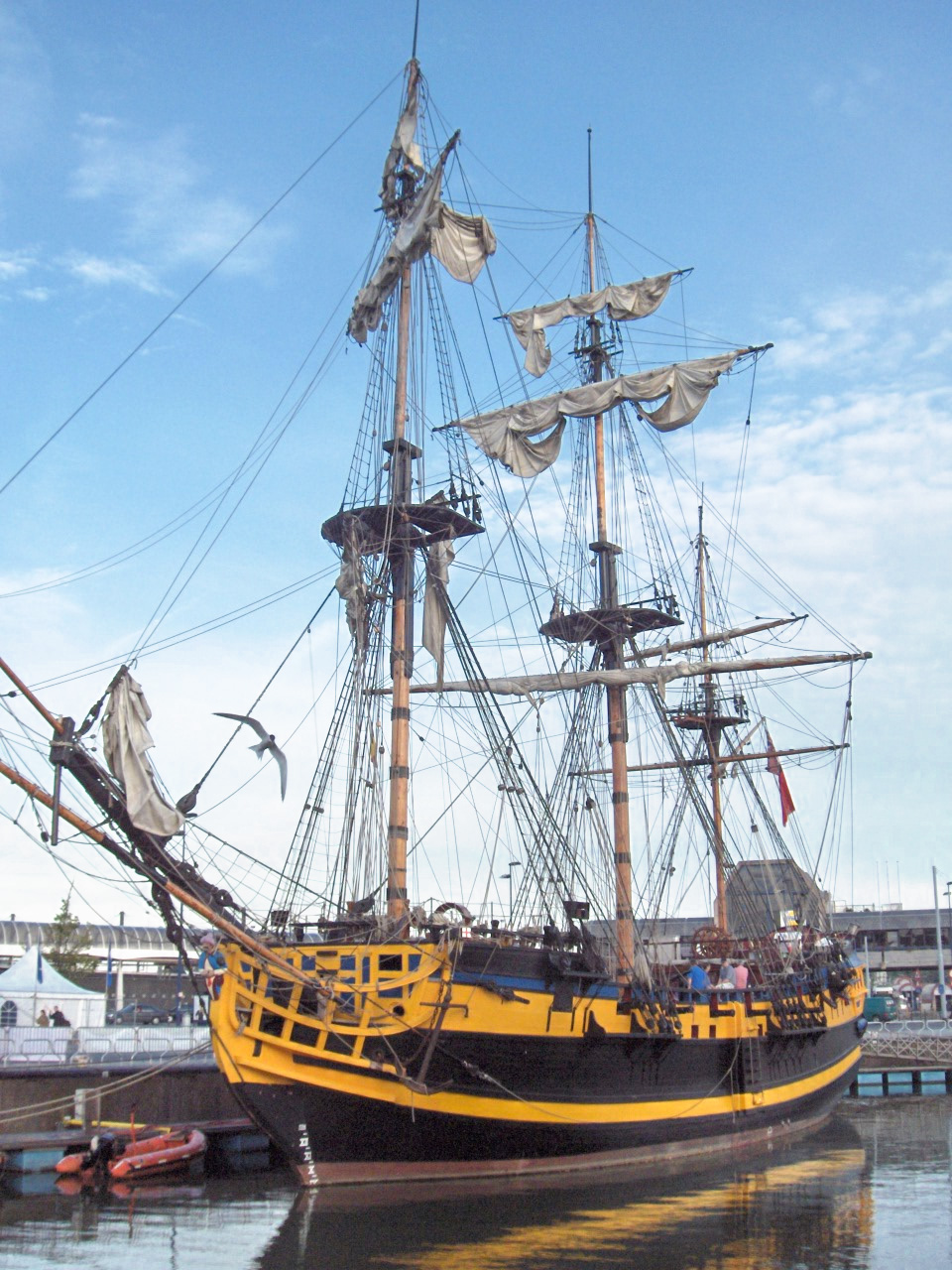
Replika Grand Turk aus der Zeit Nelsons
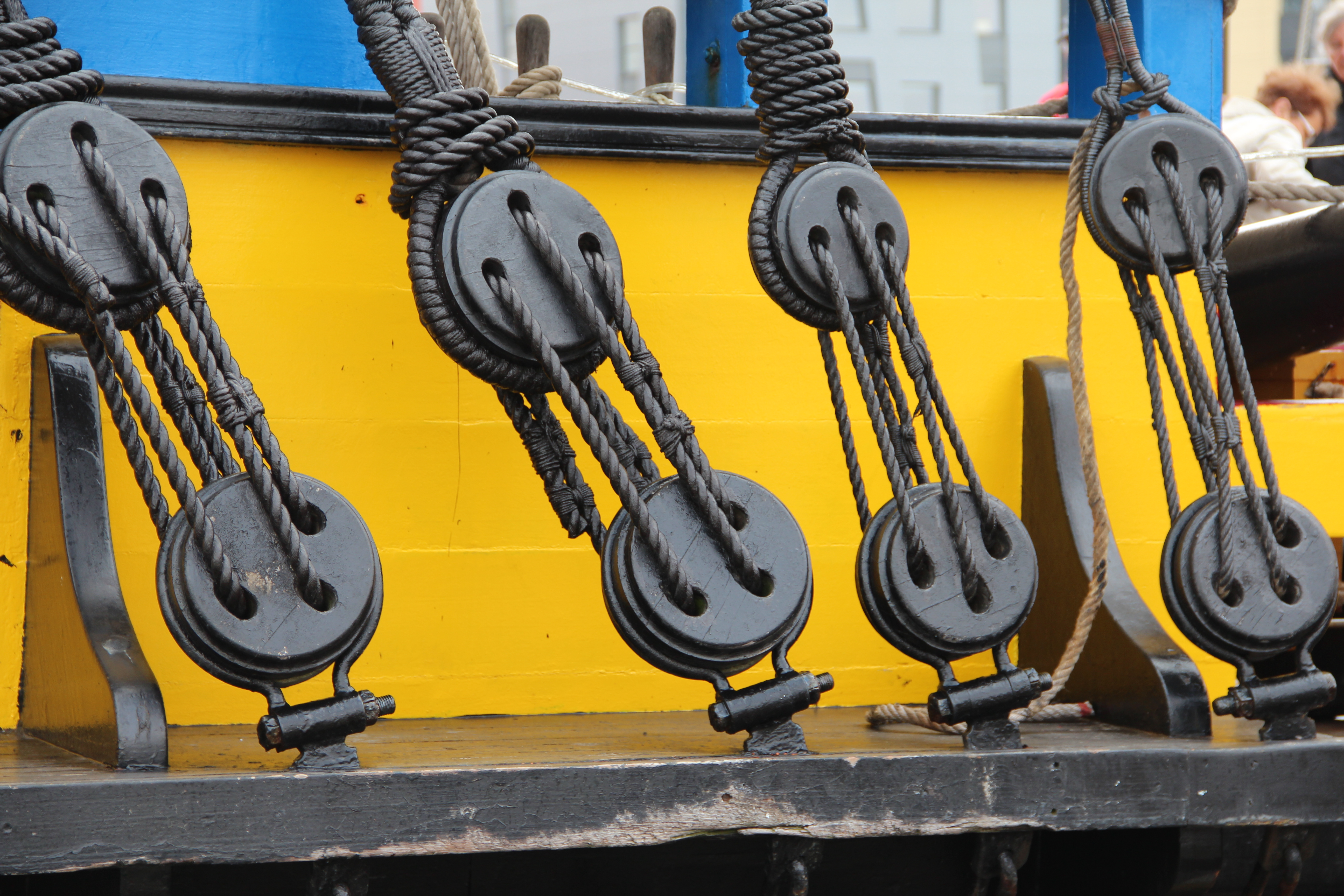
Riemenscheiben an der backbord
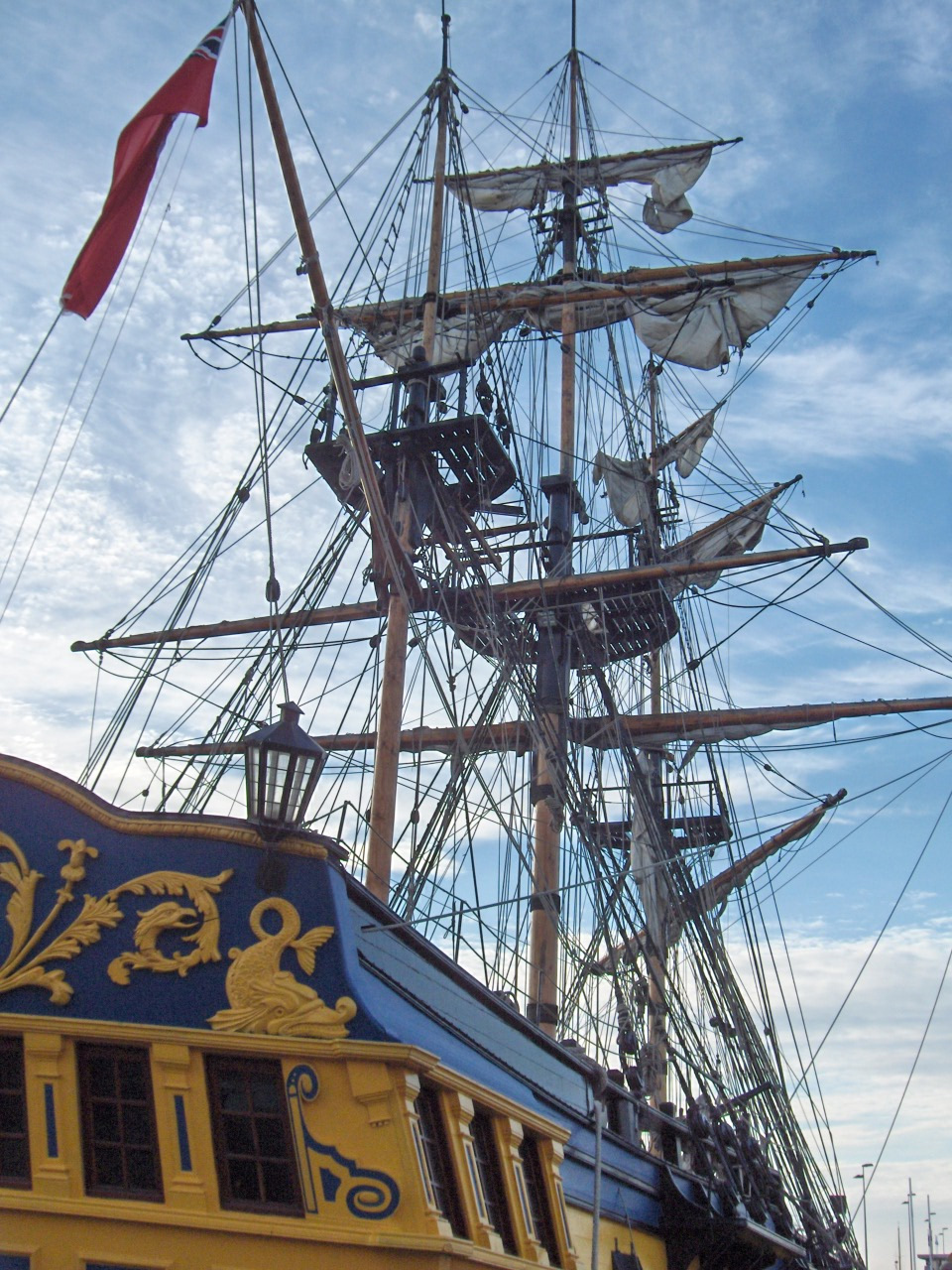
Dreimastige Fregatte
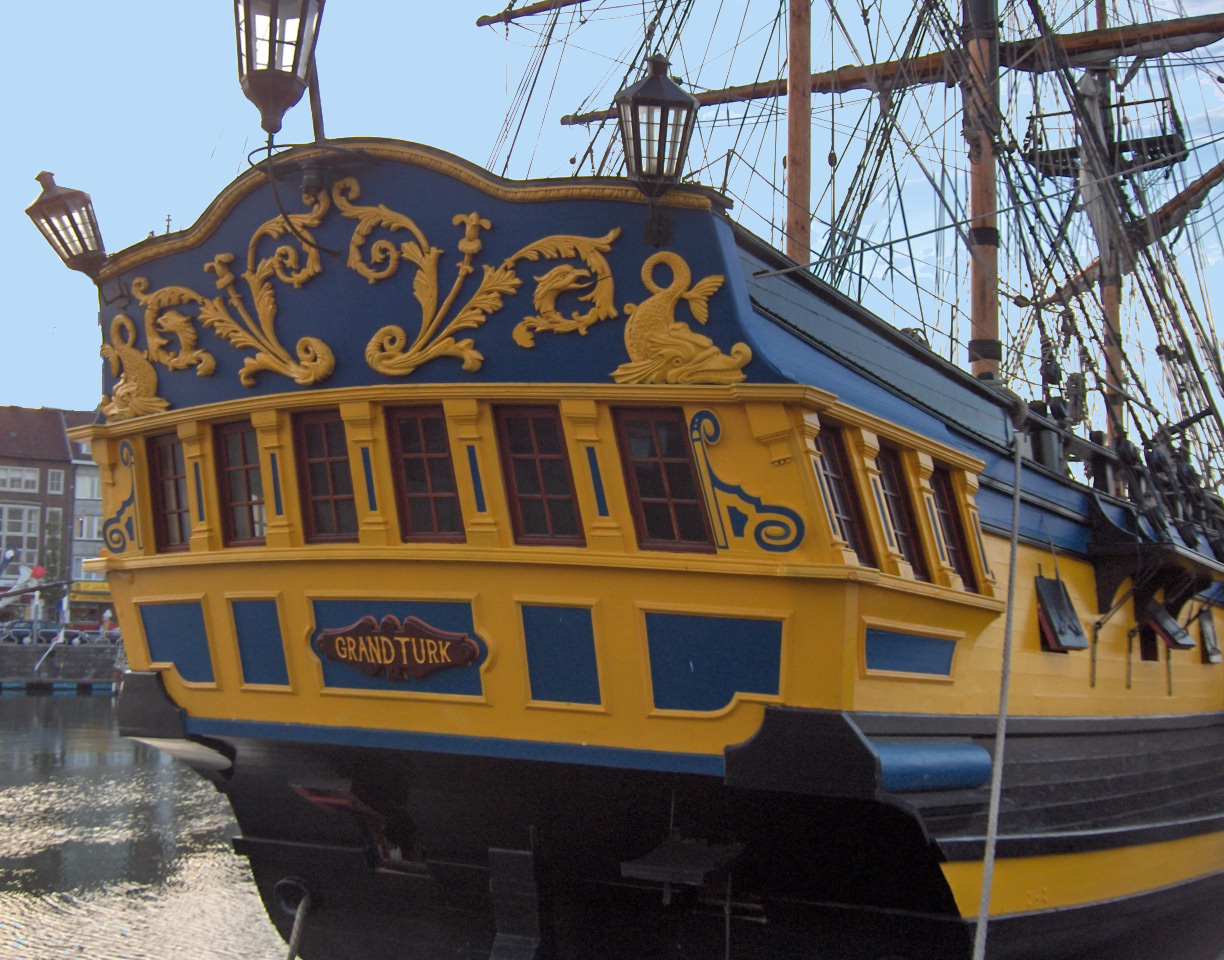
Heck
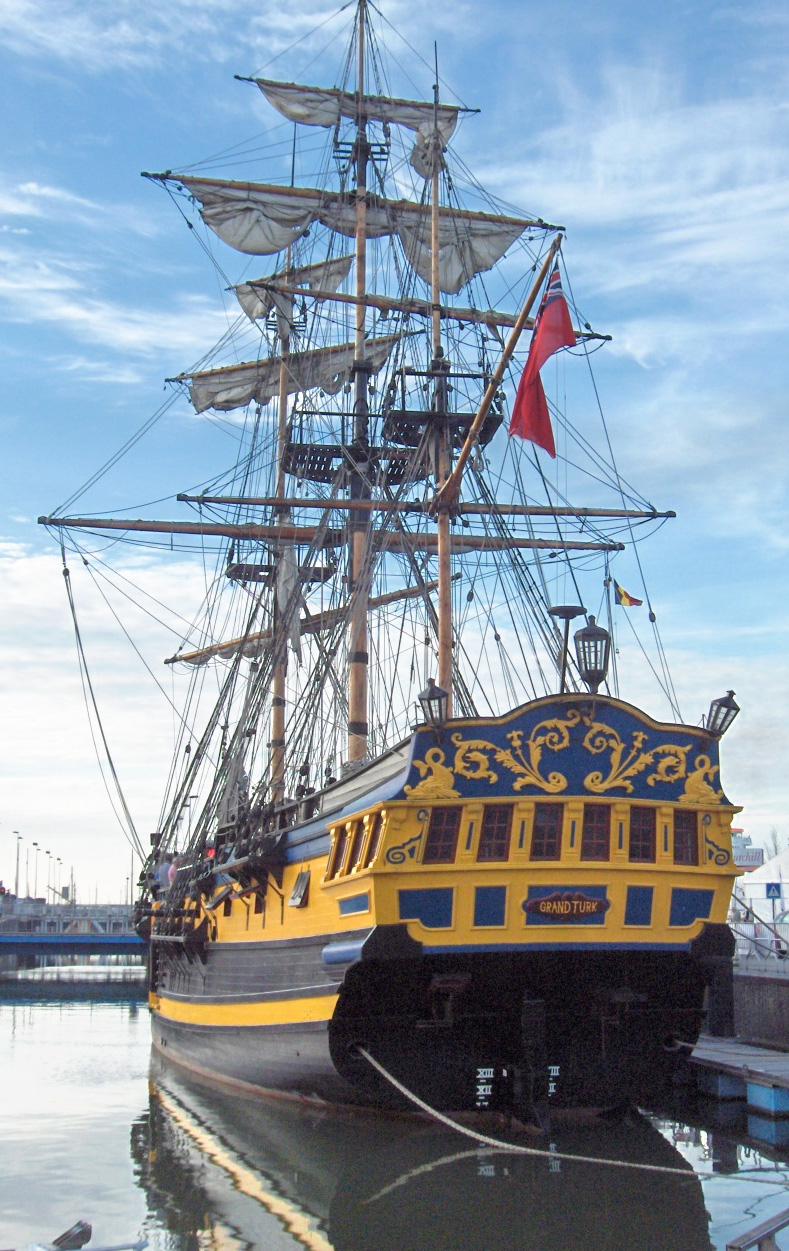
Als Grand Turk vor Anker in Oostende, Belgien.
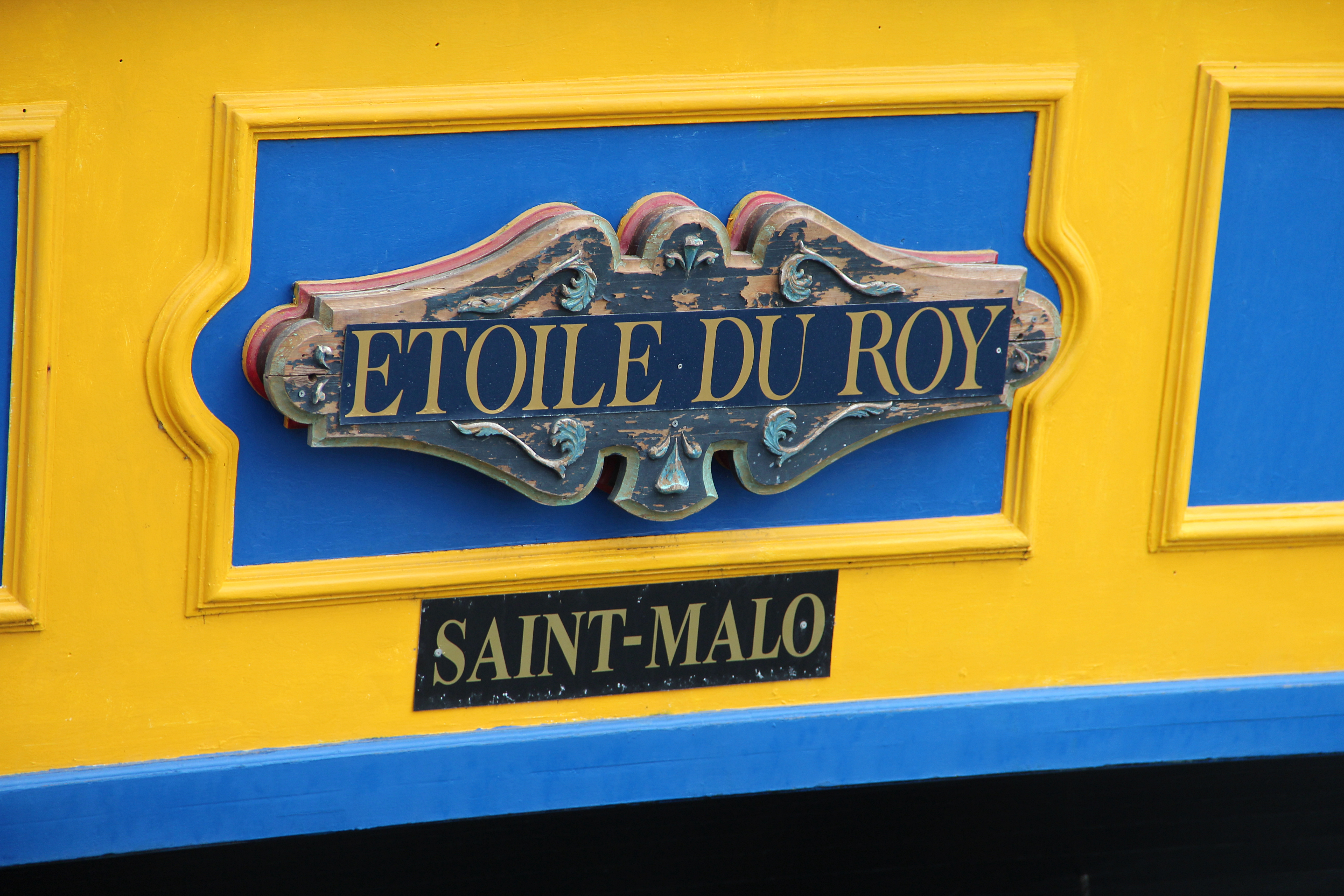
Sternfahne des vollschiff
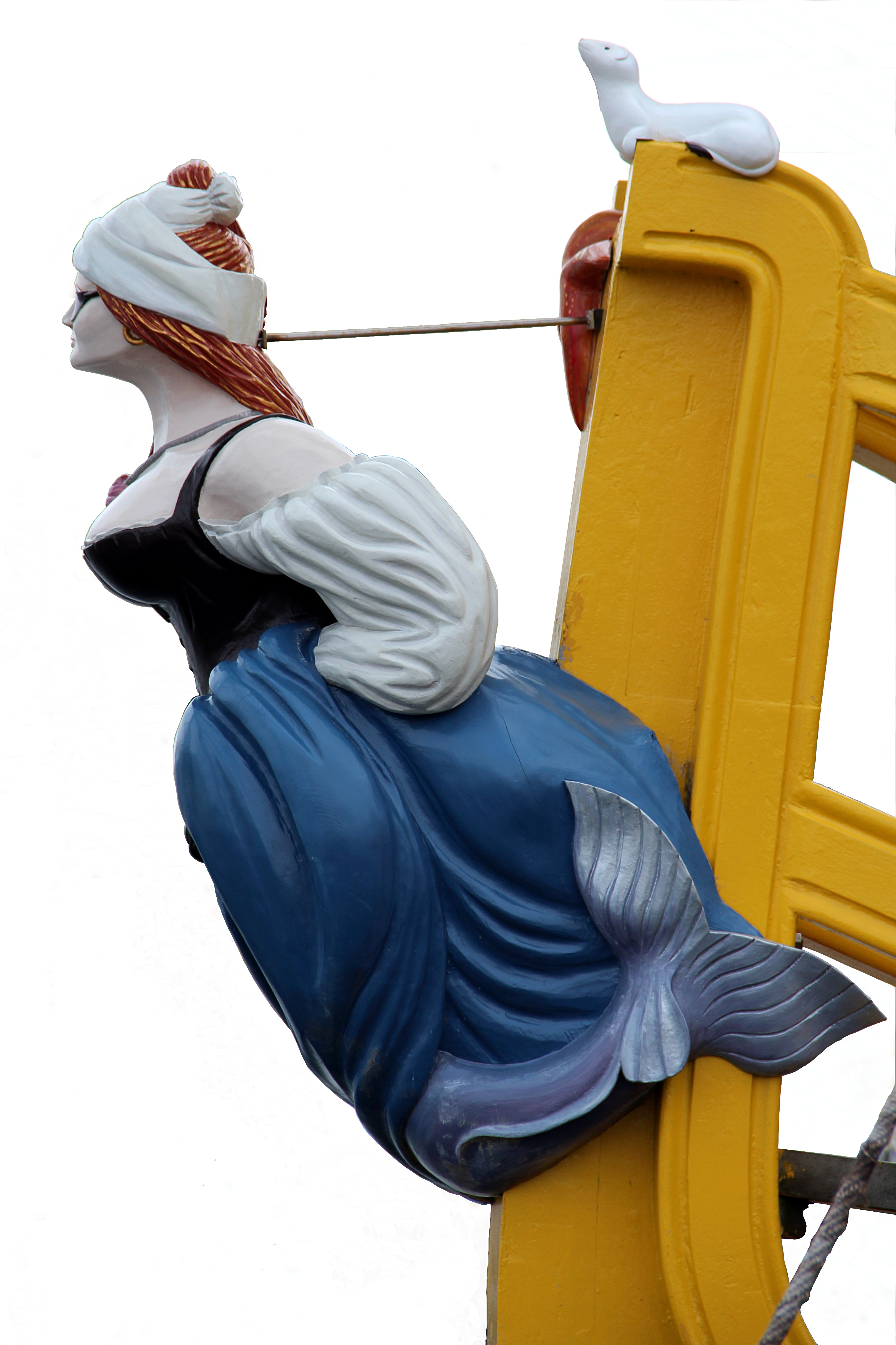
„Violette de la Hisse“ Replik der Galionsfigur des vollschiff
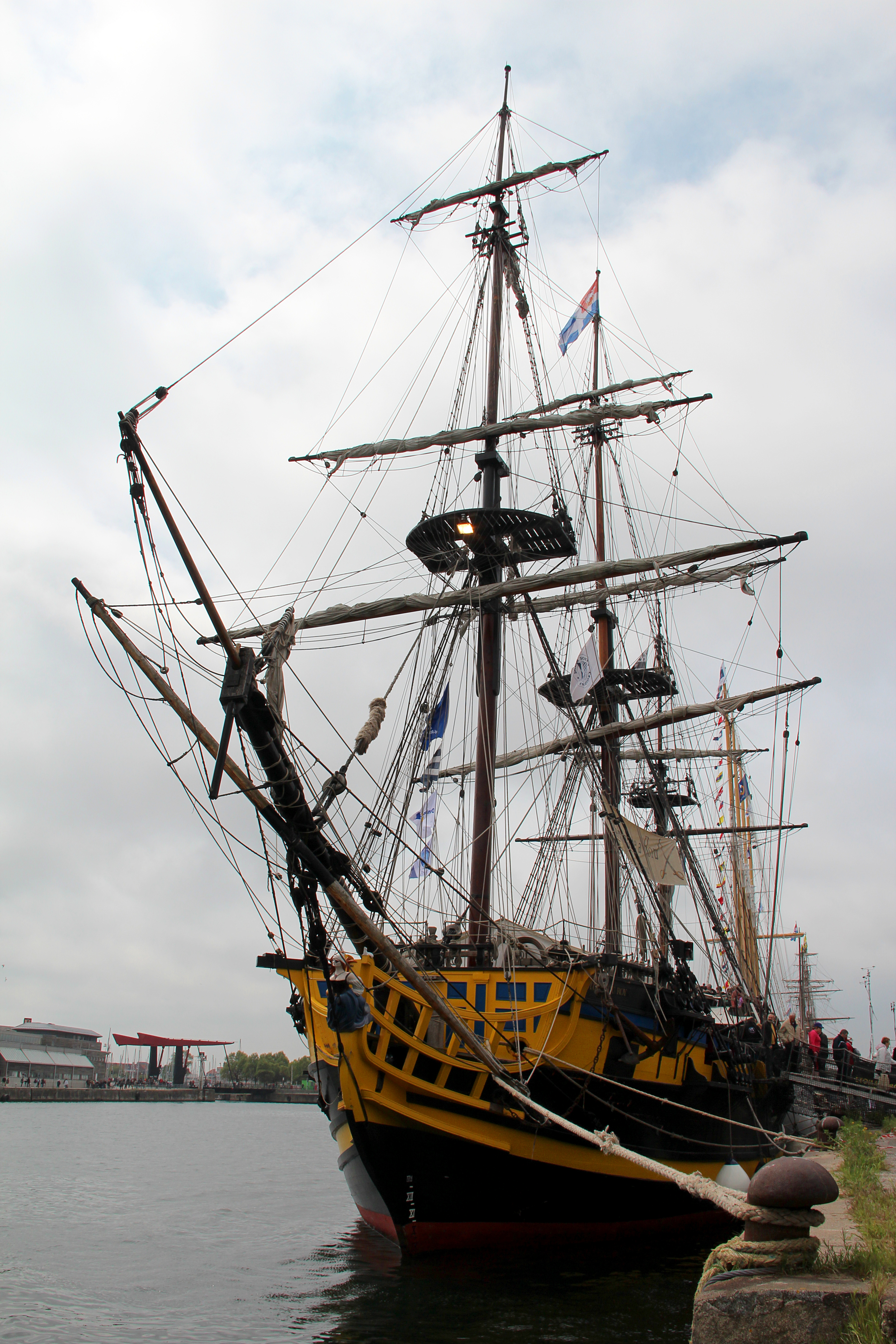
Bug des vollschiff
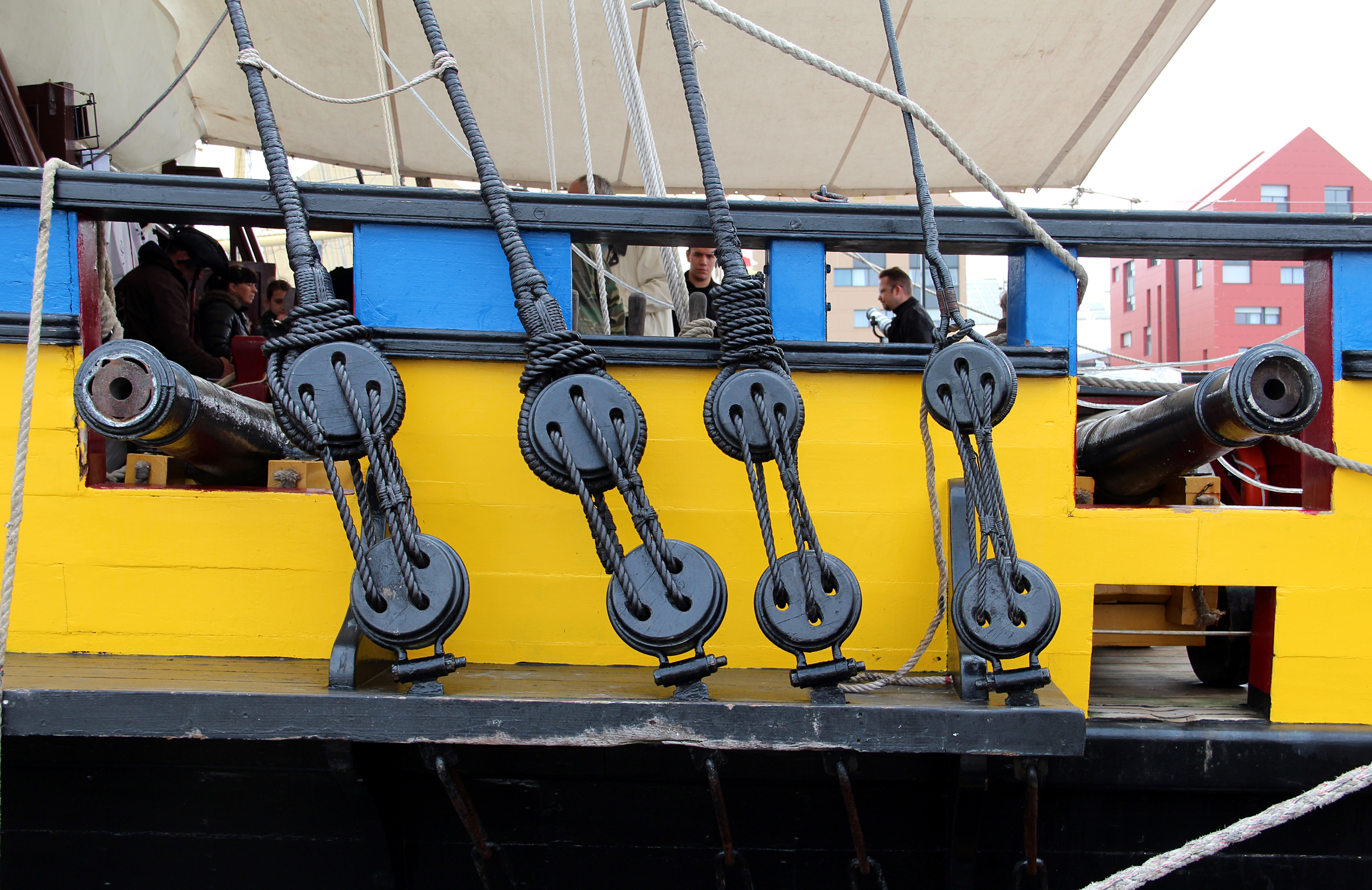
Riemenscheiben und kanonen an der backbord des vollschiff
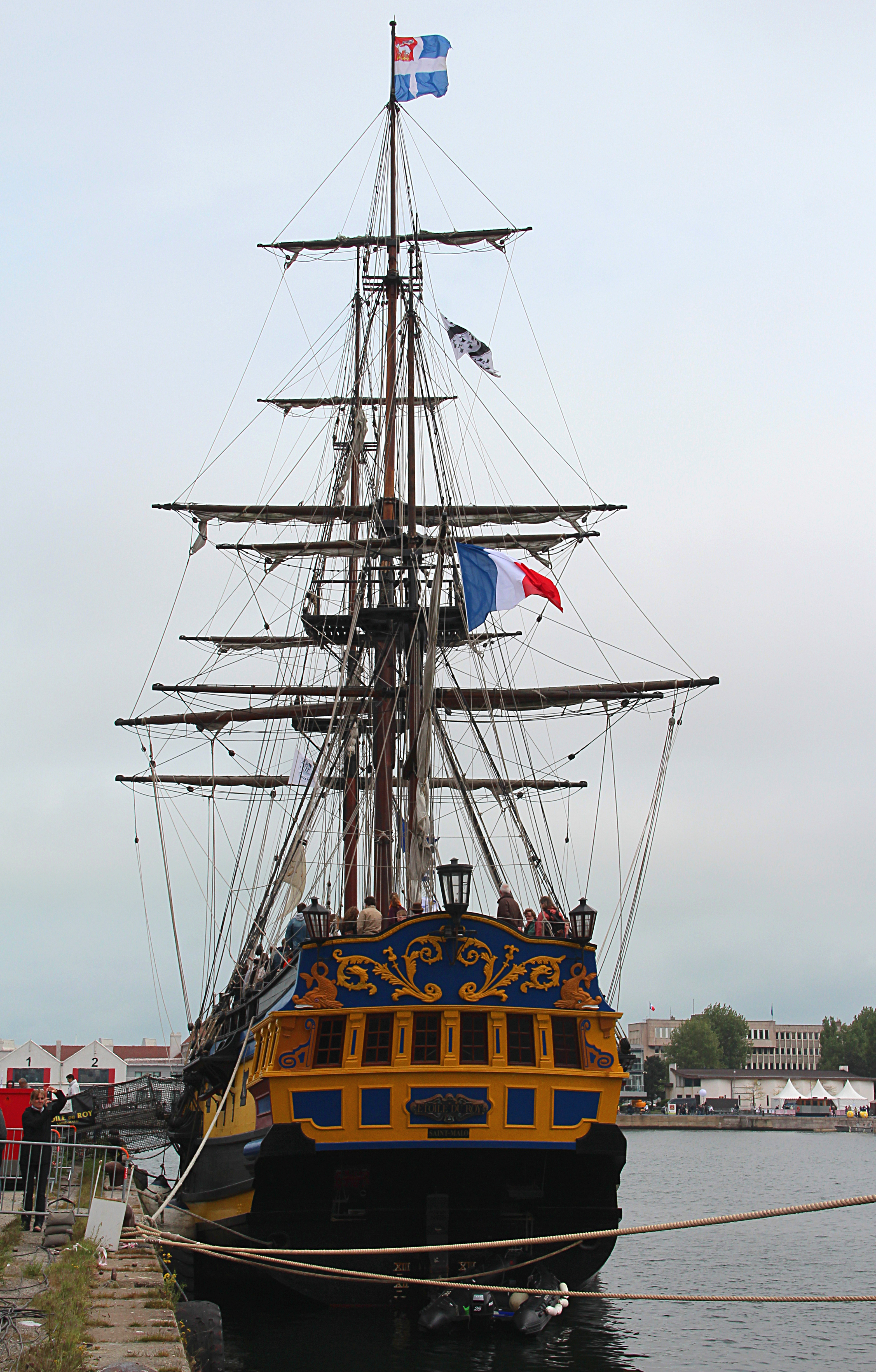
Heck des vollschiff
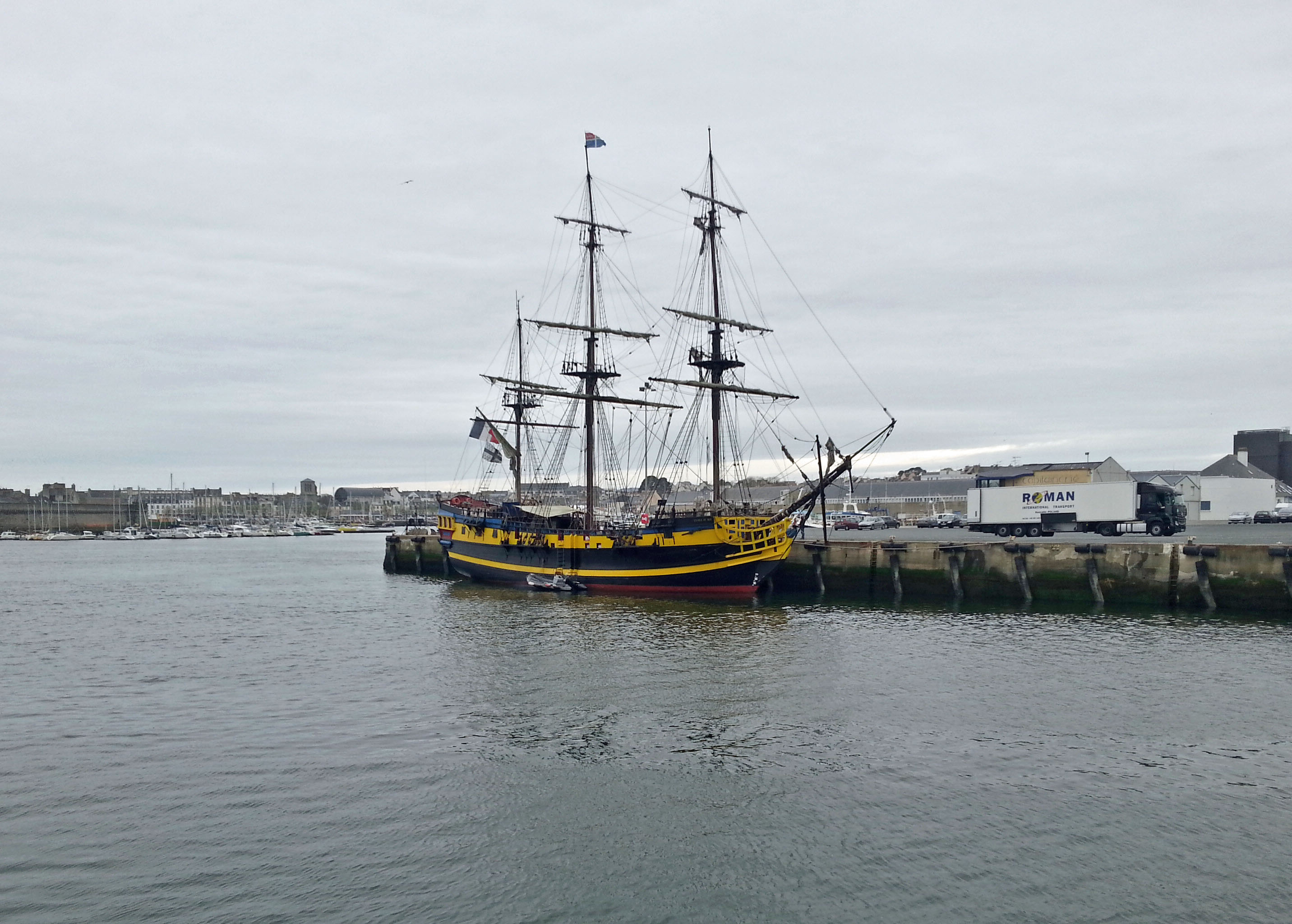
L’Étoile du Roy (Transat AG2R La Mondiale 2014, Concarneau)
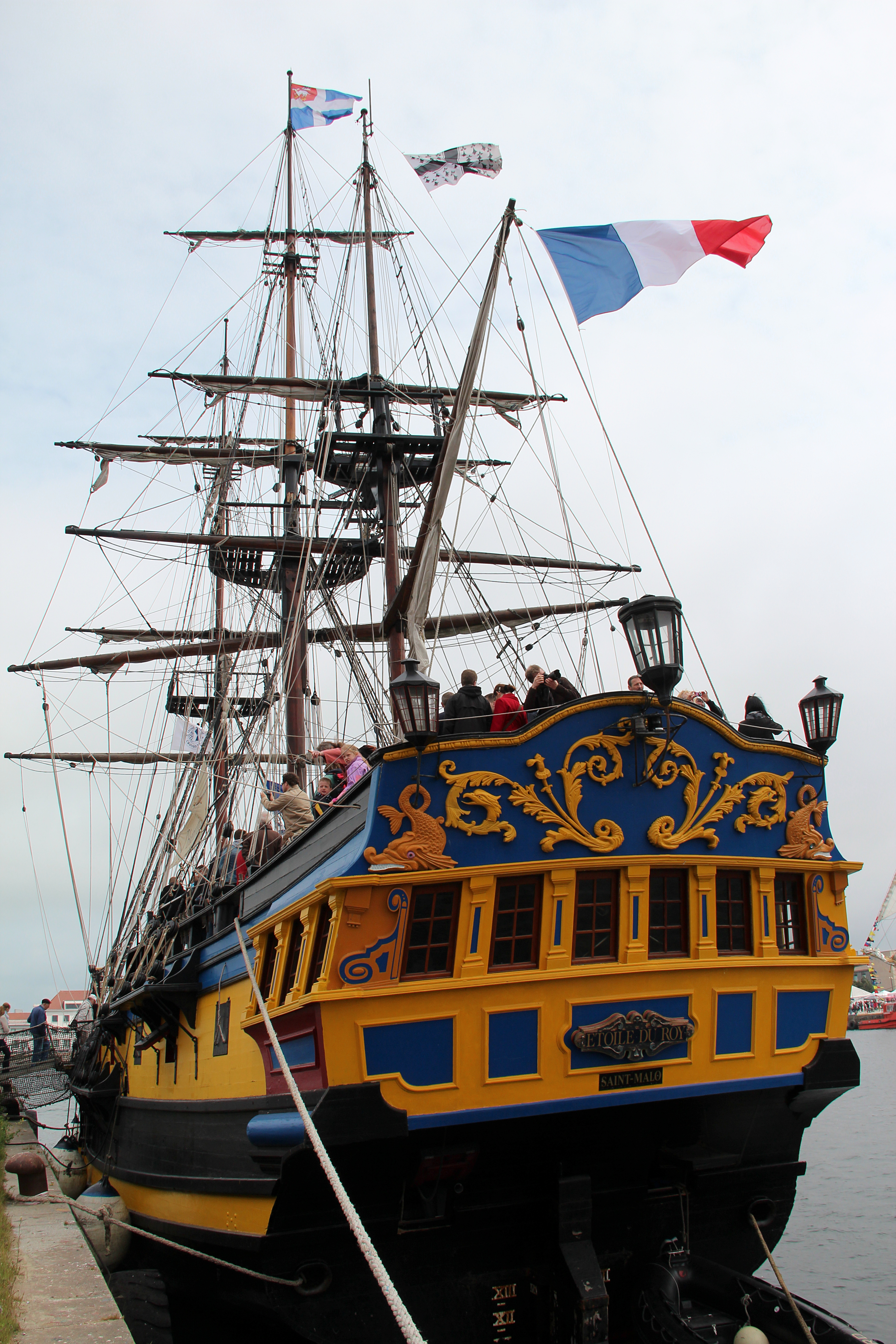
Heck des vollschiff
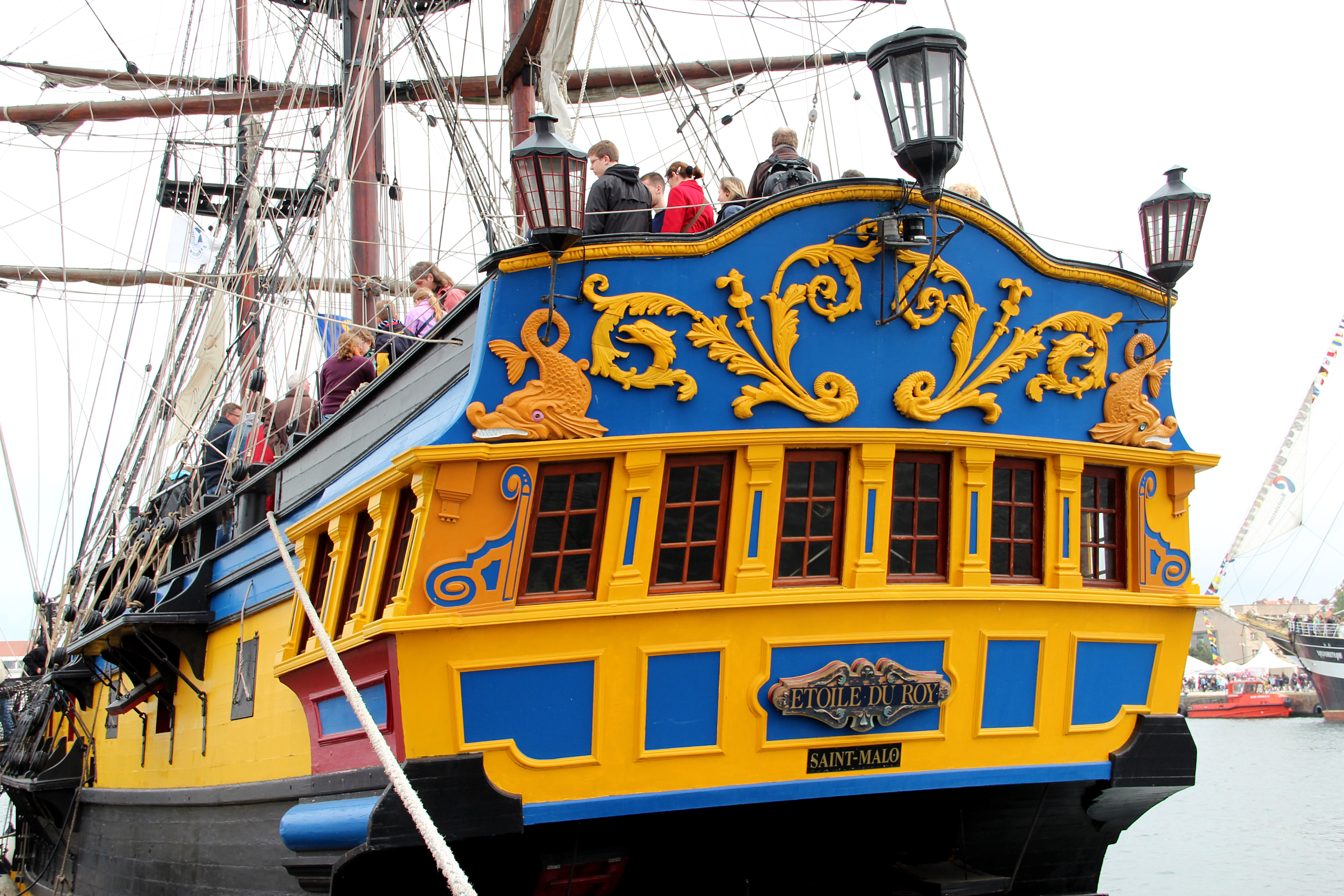
Poopdeck